# IC 4837
IC 4837 هو اصطدام مجري، يقع في كوكبة المرقب (كوكبة).

## روابط خارجية
- IC 4837 على موقع ويكي سكاي: DSS2, SDSS, GALEX, IRAS, Hydrogen α, X-Ray, Astrophoto, Sky Map, Articles and images